# Hulkko
Hulkko är en ö i Finland. Den ligger i sjön Suvasvesi och i kommunen Leppävirta i den ekonomiska regionen  Varkaus ekonomiska region  och landskapet Norra Savolax, i den centrala delen av landet, 300 km nordost om huvudstaden Helsingfors. Öns area är 6,6 hektar och dess största längd är 0,5 kilometer i öst-västlig riktning.